# 中原真吾
中原 真吾（なかはら しんご、1994年4月13日 - ）は、NHKのアナウンサー。

## 略歴
広島県東広島市出身。広島学院中学校・高等学校、慶應義塾大学経済学部卒業。2017年に入局。主にスポーツ中継（甲子園大会、高校野球等）の実況、リポートを担当している。高校時代はテニス部に所属していた。

## 現在の担当番組
- 各種スポーツ中継
- 北海道のニュース・中継・リポート
- ほっとニュース845（不定期）
- ニュース北海道645（不定期）

## 過去の担当番組
山形放送局時代（2017年度 - 2019年度）
- どーも、NHK（2017年6月5日・新人お披露目）
- やままる（中谷文彦のキャスター代行など）
- 山形県内のニュース・中継・リポート
- ニュースやまがた845
- NHKニュースおはよう山形

松江放送局時代（2020年度 - 2023年7月）
- ラジオインタビュー「島根から硫黄島へ 遺骨収集を続けて」NHKラジオ深夜便（2020年8月）
- NHKニュースおはようちゅうごく（代理キャスター）（2021年4月15日）（広島局への応援）
- あさイチ
  - 『シェア旅島根』（2020年10月8日）ナビゲーター
  - 『おでかけNAVI 島根県邑南町』（2021年6月8日）
- しまねっとNEWS610（キャスター：2021年3月29日 -　2022年4月1日）、長谷川史佳と隔週交代[注釈 1]
- サタデーウオッチ9（スポーツコーナー）
  - 西川典孝のキャスター代行（2022年11月26日）
- 第95回記念選抜高等学校野球大会 中継　実況・リポート（ラジオ第1）（2023年3月19日 - 3月28日）
- 島根県内のニュース、リポート
- スポーツ中継（高校野球等）実況、リポート
- しまねっと845（不定期）

札幌放送局時代（2023年8月 - ）
- NHKニュースおはよう北海道
  - 松本真季のキャスター代行（2024年6月13日 - 15日、9月9日 - 13日）
- さわやか自然百景（ナレーション）
  - 北海道 雪が覆った野幌森林公園（2024年3月10日）
  - 北海道 ホロニタイ湿原（2024年10月13日）

## 同期のNHKアナウンサー
- 片平和宏
- 後藤佑太郎
- 是永千恵
- 瀬戸光
- 鳥山圭輔
- 堀菜保子（退職→みずほリサーチ&テクノロジーズ→東京大学大学院教育学研究科）
- 増村聡太
- 松井大
- 森田茉里恵
- 矢崎智之
- 山内泉